# ブーム・タウン
『ブーム・タウン』（Boom Town, 「俄か景気に沸く町」の意）は、1940年に製作・公開されたアメリカ合衆国の映画である。

## 概要
ジェームズ・エドワード・グラントの小説『A Lady Comes to Burkburnett』の映画化であり、ジャック・コンウェイが監督、クラーク・ゲーブルとスペンサー・トレイシー、クローデット・コルベール、ヘディ・ラマーが主演した。
ゲーブルとコルベールは『或る夜の出来事』（1934）以来6年ぶりの共演となった。

## キャスト
※括弧内は日本語吹替（初回放送1967年6月11日『日曜洋画劇場』）
- ビッグ・ジョン・マクマスターズ：クラーク・ゲーブル（納谷悟朗）
- ジョナサン・サンド：スペンサー・トレイシー（森山周一郎）
- エリザベス・バートレット：クローデット・コルベール（阿部寿美子）
- カレン・ヴァンネア：ヘディ・ラマー（山田早苗）
- ルーサー・アルドリッチ：フランク・モーガン（河村弘二）
- ハリー・コンプトン：ライオネル・アトウィル（高田竜二）

## スタッフ
- 監督：ジャック・コンウェイ
- 製作：サム・ジンバリスト
- 脚本：ジョン・リー・メイヒン
- 音楽：フランツ・ワックスマン
- 撮影：ハロルド・ロッソン
- 編集：ブランチ・シューエル
- 美術：セドリック・ギボンズ
- 装置：エドウィン・B・ウィリス
- 衣裳：エイドリアン、ジャイル・スティール
- 録音：ダグラス・シアラー
- 特殊効果：A・アーノルド・ギレスピー

## アカデミー賞ノミネーション
- 撮影賞（白黒）：ハロルド・ロッソン
- 特殊効果賞：A・アーノルド・ギレスピー、ダグラス・シアラー